# Aiolien

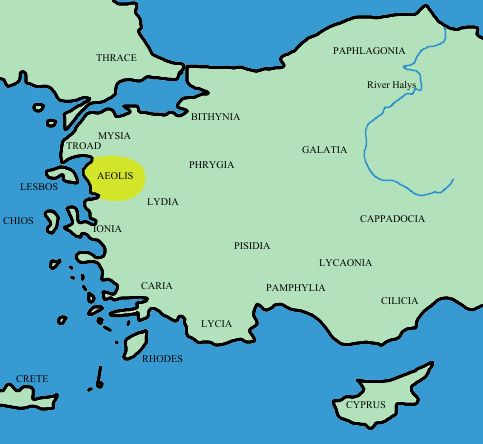
Karta

Aiolien, Eolien eller Aiolis är det område där aiolerna bodde i det antika Grekland. Området ligger vid nordöstra stranden av Egeiska havet och består av den numera grekiska ön Lesbos och en närliggande del av det som nu är det turkiska fastlandet. 